# Cratichneumon rufomaculatus
Cratichneumon rufomaculatus là một loài tò vò trong họ Ichneumonidae.